# Giacomo Antonio Fancelli
Giacomo Antonio Fancelli (Roma, 28 febbraio 1606 – Roma, 13 marzo 1674) è stato uno scultore italiano in pietra e stucco dell'era barocca.
Fratello di Cosimo Fancelli, fu prima allievo e poi stretto collaboratore di Gian Lorenzo Bernini. La collaborazione col maestro avvenne inizialmente durante gli interventi in Piazza San Pietro, giungendo alla piena maturità nella realizzazione, su disegni del Bernini stesso, della statua Nilo presente nella Fontana dei Quattro Fiumi in Piazza Navona (nascondendo il suo volto, in quanto la fonte del fiume Nilo non era ancora stata scoperta in quella data), intrapresa tra il 1650 e il 1651, e San Francesco (1647) nella Chiesa di San Bernardo alle Terme, costruita all'interno delle Terme di Diocleziano.